# Voitto Kolho
Voitto Kolho   (Keuruu, 6 de febrer de 1885 - Hèlsinki, 4 d'octubre de 1963) va ser un tirador finlandès que va competir a començaments del segle XX i que va disputar quatre edicions dels Jocs Olímpics entre 1908 i 1924. Era germà de Lauri i Yrjö Kolho.
El 1908, a Londres, va disputar dues proves del programa de tir i destaca la vuitena posició en la prova de rifle lliure, 300 metres per equips. El 1912, a Estocolm, va tornar a disputar dues proves del programa de tir i destaca la cinquena posició en la prova de rifle lliure per equips.
El 1920, una vegada finalitzada la Primera Guerra Mundial, va disputar set proves del programa de tir als Jocs d'Anvers. Va guanyar la medalla de bronze en la prova de rifle militar 300 metres, bocaterrosa per equips. En les altres proves destaca la quarta posició en la prova de rifle militar, 300 metres drets per equips.
La quarta, i darrera participació en uns Jocs, fou el 1924, a París. En aquests Jocs destaca la cinquena posició en la prova de rifle lliure per equips.